# Welsleben
Welsleben a fost o comună din landul Saxonia-Anhalt, Germania. Din 2008 face parte din Bördeland.